# Accordi di Abramo
Gli accordi di Abramo sono una dichiarazione congiunta tra Israele, Emirati Arabi Uniti e Stati Uniti, raggiunta il 13 agosto 2020. Successivamente il termine è stato utilizzato per riferirsi collettivamente agli accordi tra Israele e gli Emirati Arabi Uniti (l'accordo di normalizzazione Israele-Emirati Arabi Uniti) e Bahrein, rispettivamente (l'accordo di normalizzazione Bahrein-Israele).

## Antefatti e negoziati
Il 28 gennaio 2020 l'amministrazione Trump svelò la sua proposta di pace fra israeliani e palestinesi in una cerimonia presso la Casa Bianca. Il piano, che il presidente Trump idealizzava come l'"Accordo del Secolo" (il nome in realtà è Peace to Prosperity), prevedeva l'applicazione della legge israeliana o l'annessione a circa il 30% della Cisgiordania. Questo piano non fu accettato dai palestinesi, che criticarono sia le condizioni rigide dell'accordo sia l'accettazione del controllo israeliano su una porzione così consistente del proprio territorio. 
Il 12 giugno 2020 l'ambasciatore degli Emirati Arabi Uniti, Yousef Al Otaiba, scrisse un articolo critico nel tentativo di fermare l'annessione pianificata da Israele del territorio della Cisgiordania; questo articolo, indirizzato al pubblico israeliano, fu pubblicato sulla prima pagina del quotidiano Yedioth Ahronoth. Anche la Casa Bianca aveva delle riserve sull'annessione, che il diplomatico statunitense Avi Berkowitz aveva discusso con Netanyahu in alcuni incontri tenutesi in Israele per tre giorni a fine giugno 2020. Negli incontri, il diplomatico aveva proposto come alternativa all'annessione, la normalizzazione dei rapporti con gli Emirati Arabi Uniti. 
Gli accordi furono negoziati da Jared Kushner (genero di Donald Trump) ed Avi Berkowitz.

## L'accordo
La dichiarazione ha segnato la prima normalizzazione delle relazioni tra un Paese arabo e Israele da quelle con l'Egitto nel 1979 e con la Giordania nel 1994. Gli accordi originali di Abramo sono stati firmati dal ministro degli esteri degli Emirati Arabi Uniti Abdullah bin Zayed Al Nahyan, dal ministro degli esteri del Bahrein Abdullatif bin Rashid Al Zayani, dal 45º presidente degli Stati Uniti Donald Trump e dal primo ministro israeliano Benjamin Netanyahu il 15 settembre 2020 presso la South Lawn della Casa Bianca a Washington.
L'accordo con gli Emirati Arabi Uniti è stato ufficialmente intitolato Accordo di pace degli accordi di Abramo: Trattato di pace, relazioni diplomatiche e piena normalizzazione tra gli Emirati Arabi Uniti e lo Stato di Israele. L'accordo tra il Bahrein ed Israele è stato ufficialmente intitolato Accordi di Abramo: Dichiarazione di pace, cooperazione e relazioni diplomatiche e amichevoli costruttive ed è stato annunciato dagli Stati Uniti l'11 settembre 2020.
Gli accordi prendono il nome dal patriarca Abramo, considerato un profeta da entrambe le religioni dell'ebraismo e dell'islam, e tradizionalmente considerato un patriarca condiviso dei popoli ebraico ed arabo (tramite i figli Isacco ed Ismaele).